# Louis Armstrong New Orleans nemzetközi repülőtér
A Louis Armstrong New Orleans nemzetközi repülőtér (IATA: MSY, ICAO: KMSY) az Amerikai Egyesült Államok egyik nemzetközi repülőtere, amely New Orleans közelében található. Éves utasforgalma 11 895 985 fő (2022).

## Futópályák
A repülőtér futópályái:
- 02/20 (7001 ft, 150 ft, beton)
- 11/29 (10 104 ft, 150 ft, beton)

## Forgalom
Az utasforgalom az elmúlt években az alábbi módon változott:
| Utasok száma | 8 952 484 | 9 567 651 | 9 724 409 | 6 231 044 | 7 787 373 | 8 731 757 | 10 868 827 | 12 009 512 | 5 289 538 | 12 738 847 |
|              | 1998      | 2001      | 2004      | 2006      | 2009      | 2012      | 2015       | 2017       | 2020      | 2023       |